# Dichomeris
Dichomeris is een geslacht van vlinders uit de familie tastermotten (Gelechiidae). De wetenschappelijke naam van het geslacht is voor het eerst geldig gepubliceerd in 1818 door Jacob Hübner.
De typesoort van het geslacht is Dichomeris ligulella Hübner, 1818

## Soorten
- D. abscessella (Walker, 1863)
- D. acratopa (Meyrick, 1926)
- D. acritopa (Meyrick, 1935)
- D. acrochlora (Meyrick, 1905)
- D. acrogypsa (Turner, 1919)
- D. acrolychna (Meyrick, 1922)
- D. aculata K.T. Park, 2001
- D. acuminata (Staudinger, 1876)
- D. acuminatus (Staudinger, 1876)
- D. acuta Meyrick, 1927
- D. achlyodes (Meyrick, 1904)
- D. achne Hodges, 1986
- D. adactella (Walker, 1864)
- D. adelocentra Meyrick, 1920
- D. aenigmatica (Clarke, 1962)
- D. aequata Meyrick, 1914
- D. aestuosa (Meyrick, 1913)
- D. agathopa Meyrick, 1921
- D. aglaia Hodges, 1986
- D. agonia Hodges, 1986
- D. albiscripta (Meyrick, 1914)
- D. aleatrix Hodges, 1986
- D. alogista Meyrick, 1935
- D. alphito Hodges, 1986
- D. allantopa Meyrick, 1934
- D. amauropis (Meyrick, 1923)
- D. amblopis (Janse, 1954)
- D. amblychroa (Janse, 1954)
- D. amblystola (Janse, 1954)
- D. amorpha (Meyrick, 1937)
- D. amphicoma Meyrick, 1911
- D. amphicosma (Meyrick, 1930)
- D. amphichlora (Meyrick, 1923)
- D. ampliata Meyrick, 1913
- D. ampycota (Meyrick, 1913)
- D. analoxa (Meyrick, 1911)
- D. ancylosticha Turner, 1919
- D. angustiptera
- D. anisacuminata H.H. Li & Z.M. Zheng, 1996
- D. anisospila Meyrick, 1934
- D. anomala (Janse, 1960)
- D. anticrates (Meyrick, 1931)
- D. antiloxa (Caradja, 1931)
- D. antisticta (Meyrick, 1929)
- D. antisticha Meyrick, 1926
- D. antizella Viette, 1986
- D. antizyga Meyrick, 1913
- D. aphanopa Meyrick, 1921
- D. aplectodes (Janse, 1960)
- D. apludellus (Lederer, 1870)
- D. aprica (Meyrick, 1913)
- D. ardelia Hodges, 1986
- D. ardesiella (Walsingham, 1911)
- D. argentaria Meyrick, 1913
- D. argentenigera H.H. Li, H. Zhen & R.C. Kendrick, 2010
- D. argentinella Berg, 1885
- D. argigastra Walsingham, 1911
- D. arotrosema Walsingham, 1911
- D. arquata H.H. Li, H. Zhen & W. Mey, 2013
- D. asaphocosma (Meyrick, 1934)
- D. asodes Meyrick, 1939
- D. asteropis (Meyrick, 1921)
- D. atactodes (Janse, 1954)
- D. atomogypsa (Meyrick, 1932)
- D. atricordis (Meyrick, 1934)
- D. atriguttata (Meyrick, 1931)
- D. attenta Meyrick, 1921
- D. aulotoma Meyrick, 1917
- D. aurisulcata (Meyrick, 1922)
- D. auritogata (Walsingham, 1911)
- D. autometra (Meyrick, 1934)
- D. autophanta (Meyrick, 1921)
- D. baccata Meyrick, 1923
- D. badiolineariella Ponomorenko & T. Ueda, 2004
- D. balioella Ponomarenko & T. Ueda, 2004
- D. barathrodes (Meyrick, 1909)
- D. barbella (Denis & Schiffermüller, 1775)
- D. barnesiella (Busck, 1907)
- D. barymochla (Meyrick, 1935)
- D. basistriata (Walsingham, 1897)
- D. baxa Hodges, 1986
- D. bidiscomaculella (Chambers, 1874)
- D. bilobella (Zeller, 1873)
- D. bimaculatus
- D. biplagata Meyrick, 1931
- D. bipunctellus (Walsingham, 1882)
- D. bisignella (Snellen, 1885)
- D. bitinctella (Walker, 1864)
- D. blanchardorum Hodges, 1986
- D. bodenheimeri (Rebel, 1926)
- D. bolize Hodges, 1986
- D. brachygrapha Meyrick, 1920
- D. brachymetra Meyrick, 1923
- D. brachyptila Meyrick, 1916
- D. brevicornuta H.H. Li, H. Zhen & W. Mey, 2013
- D. byrsoxantha (Meyrick, 1918)
- D. cachrydias Meyrick, 1914
- D. caerulescens (Meyrick, 1913)
- D. caia Hodges, 1986
- D. capillata (Walsingham, 1911)
- D. capnites (Meyrick, 1904)
- D. carinella Walsingham, 1911
- D. carycina (Meyrick, 1914)
- D. caryophragma (Meyrick, 1923)
- D. caryoplecta (Meyrick, 1930)
- D. castellana (A. Schmidt, 1941)
- D. caustonota (Meyrick, 1914)
- D. cellaria (Meyrick, 1913)
- D. centracma Meyrick, 1923
- D. ceponoma Meyrick, 1918
- D. ceramoxantha Meyrick, 1929
- D. cinctella (Walker, 1864)
- D. cinnabarina (Meyrick, 1923)
- D. cinnamicostella (Zeller, 1877)
- D. cirrhostola Turner, 1919
- D. cisti (Staudinger, 1859)
- D. citharista (Meyrick, 1913)
- D. citrifoliella (Chambers, 1880)
- D. clarescens Meyrick, 1913
- D. claviculata (Meyrick, 1909)
- D. coarctata (Walsingham, 1881)
- D. cocta (Meyrick, 1913)
- D. coenulenta (Meyrick, 1927)
- D. collina (Meyrick, 1914)
- D. concinnalis (Feisthamel, 1839)
- D. conclusa (Meyrick, 1918)
- D. condaliavorella (Busck, 1900)
- D. condylodes (Meyrick, 1921)
- D. consertellus (Christoph, 1882)
- D. contentella (Walker, 1864)
- D. contrita (Meyrick, 1922)
- D. copa Hodges, 1986
- D. coreanus Matsumura, 1931
- D. corniculata (Meyrick, 1913)
- D. costalis Busck, 1914
- D. costarufoella (Chambers, 1874)
- D. cotifera Meyrick, 1913
- D. crambaleas (Meyrick, 1913)
- D. craspedotis (Meyrick, 1937)
- D. crepida Hodges, 1986
- D. crepitatrix Meyrick, 1913
- D. crossospila Meyrick, 1933
- D. cyanoneura (Meyrick, 1922)
- D. cyclospila (Meyrick, 1918)
- D. cymatodes (Meyrick, 1916)
- D. cymotrocha (Meyrick, 1913)
- D. cyprophanes (Meyrick, 1918)
- D. chalcophaea Meyrick, 1921
- D. chalinopis (Meyrick, 1935)
- D. chalybitis (Meyrick, 1920)
- D. charonaea (Meyrick, 1913)
- D. chartaria (Meyrick, 1913)
- D. chinganella (Christoph, 1882)
- D. chlanidota (Meyrick, 1927)
- D. chlorophracta Meyrick, 1921
- D. deceptella (Snellen, 1903)
- D. decusella (Walker, 1864)
- D. delotella Busck, 1909
- D. deltoxyla (Meyrick, 1934)
- D. dentata H.H. Li, H. Zhen & W. Mey, 2013
- D. derasella - Sleedoornpalpmot (Denis & Schiffermüller, 1775)
- D. designatella (Walker, 1864)
- D. diacnista (Meyrick, 1923)
- D. diacrita (Diakonoff, 1967)
- D. dicausta (Meyrick, 1913)
- D. dignella Walsingham, 1911
- D. directa (Meyrick, 1912)
- D. diva Hodges, 1986
- D. dolichaula Meyrick, 1931
- D. doxarcha (Meyrick, 1916)
- D. dryinodes (Lower, 1897)
- D. dysnotata (Janse, 1954)
- D. dysorata Turner, 1919
- D. ebenosella (Viette, 1968)
- D. elegans K.T. Park, 2001
- D. ellipsias Meyrick, 1922
- D. elliptica (Forbes, 1931)
- D. empusa Hodges, 1986
- D. eosella (Viette, 1956)
- D. eridantis (Meyrick, 1907)
- D. erixantha (Meyrick, 1914)
- D. eucomopa Meyrick, 1939
- D. euparypha (Meyrick, 1922)
- D. euprepes Hodges, 1986
- D. eurynotus (Walsingham, 1897)
- D. eustacta Meyrick, 1921
- D. evitata (Walsingham, 1911)
- D. exallacta (Meyrick, 1926)
- D. excavata (Busck, 1914)
- D. excepta Meyrick, 1914
- D. excoriata Meyrick, 1913
- D. explicata (Meyrick, 1929)
- D. exsecta Meyrick, 1927
- D. externella (Zeller, 1852)
- D. famosa (Meyrick, 1914)
- D. famulata Meyrick, 1914
- D. fasciella (Hübner, 1796)
- D. ferrata Meyrick, 1913
- D. ferrogra H.H. Li & H.J. Wang, 1997
- D. ferruginosa Meyrick, 1913
- D. festa (Meyrick, 1921)
- D. fida Meyrick, 1923
- D. finitima (Meyrick, 1921)
- D. fistuca Hodges, 1986
- D. flavocostella (Clemens, 1860)
- D. fluctuans (Meyrick, 1923)
- D. fluitans Meyrick, 1920
- D. formulata (Meyrick, 1922)
- D. fracticostella (Walsingham, 1891)
- D. frenigera (Meyrick, 1913)
- D. fuliginella (Costa, 1836)
- D. fulvicilia (Meyrick, 1922)
- D. fungifera (Meyrick, 1913)
- D. furia Hodges, 1986
- D. furvellus (Zeller, 1853)
- D. gausapa Hodges, 1986
- D. geochrota (Meyrick, 1913)
- D. georgiella (Walker, 1866)
- D. gleba Hodges, 1986
- D. glenni Clarke, 1947
- D. gnoma Hodges, 1986
- D. gnophrina (Felder, 1875)
- D. gorgopa (Meyrick, 1918)
- D. granivora Meyrick, 1932
- D. griseella (Chambers, 1874)
- D. griseostola (Janse, 1960)
- D. habrochitona (Walsingham, 1911)
- D. hamata (Janse, 1954)
- D. hamulifera H.H. Li, H. Zhen & R.C. Kendrick, 2010
- D. haplopa (Janse, 1960)
- D. harmonias Meyrick, 1922
- D. helianthemi (Walsingham, 1903)
- D. hemeropa (Meyrick, 1923)
- D. hemichrysella (Walker, 1863)
- D. hercogramma (Meyrick, 1921)
- D. heriguronis (Matsumura, 1931)
- D. heteracma Meyrick, 1923
- D. hexasticta Walsingham, 1911
- D. hieropla (Meyrick, 1919)
- D. hirculella Busck, 1909
- D. holomela (Lower, 1897)
- D. homaloxesta (Meyrick, 1921)
- D. horiodes Meyrick, 1923
- D. horocompsa Meyrick, 1933
- D. horoglypta Meyrick, 1932
- D. hortulana (Meyrick, 1918)
- D. hylurga Meyrick, 1921
- D. hypochloa Walsingham, 1911
- D. ignorata Meyrick, 1921
- D. illicita (Meyrick, 1929)
- D. illucescens (Meyrick, 1918)
- D. illusio Hodges, 1986
- D. imbricata Meyrick, 1913
- D. imitata Hodges, 1986
- D. immerita (Meyrick, 1913)
- D. impigra Meyrick, 1913
- D. inclusa (Meyrick, 1927)
- D. indignus (Walsingham, 1891)
- D. indiserta Meyrick, 1926
- D. ingloria Meyrick, 1923
- D. inserrata (Walsingham, 1882)
- D. inspiciens (Meyrick, 1931)
- D. instans Meyrick, 1923
- D. intensa Meyrick, 1913
- D. intentella (Walker, 1864)
- D. introspiciens (Meyrick, 1926)
- D. inversella (Zeller, 1873)
- D. iodora (Meyrick, 1904)
- D. iophaea (Meyrick, 1904)
- D. ironica (Meyrick, 1909)
- D. isa Hodges, 1986
- D. isoclera (Meyrick, 1913)
- D. issikii
- D. ithyaula Meyrick, 1926
- D. jugata Walsingham, 1911
- D. juncidella (Clemens, 1860)
- D. juniperella (Linnaeus, 1761)
- D. junisonensis Matsumura, 1931
- D. kawamurai Matsumura, 1931
- D. kimballi Hodges, 1986
- D. laetitia Hodges, 1986

- D. lamprostoma (Zeller, 1847)
- D. latescens (Walsingham, 1911)
- D. latipalpis (Walsingham, 1881)
- D. legnotoa Hodges, 1986
- D. leontovitchi (Ghesquière, 1940)
- D. leptosaris Meyrick, 1932
- D. leucocosma (Meyrick, 1916)
- D. leuconotella (Busck, 1904)
- D. leucostena Walsingham, 1911
- D. leucothicta (Meyrick, 1919)
- D. levigata (Meyrick, 1913)
- D. levisella (Fyles, 1904)
- D. ligulacea H.H. Li, H. Zhen & W. Mey, 2013
- D. ligulella Hübner, 1818
- D. ligyra (Meyrick, 1913)
- D. limbipunctellus (Staudinger, 1859)
- D. limitellus (Caradja, 1920)
- D. limosellus (Schlager, 1849)
- D. lissota (Meyrick, 1913)
- D. litoxyla Meyrick, 1937
- D. loxonoma Meyrick, 1937
- D. loxospila (Meyrick, 1932)
- D. lucrifuga Meyrick, 1923
- D. lupata (Meyrick, 1913)
- D. lutivittata Meyrick, 1921
- D. lygropa Lower, 1903
- D. lypetica Walsingham, 1911
- D. macrosphena (Meyrick, 1913)
- D. macroxyla (Meyrick, 1913)
- D. malacodes (Meyrick, 1910)
- D. malachias (Meyrick, 1913)
- D. malthacopa (Meyrick, 1922)
- D. manellus (Möschler, 1890)
- D. marginata (Walsingham, 1891)
- D. marginella - Jeneverbesmot (Fabricius, 1781)
- D. marmoratus (Walsingham, 1891)
- D. matsumurai Ponomorenko & T. Ueda, 2004
- D. maturata (Meyrick, 1921)
- D. melanophylla Turner, 1919
- D. melanortha Meyrick, 1929
- D. melanosoma (Meyrick, 1920)
- D. melanota Walsingham, 1911
- D. melichrous (Meyrick, 1904)
- D. melitura (Meyrick, 1916)
- D. memnonia (Meyrick, 1913)
- D. mendica (Turner, 1919)
- D. mengdana H.H. Li & Z.M. Zheng, 1997
- D. mercatrix Hodges, 1986
- D. meridionella (Walsingham, 1891)
- D. mesoctenis Meyrick, 1921
- D. mesoglena Meyrick, 1923
- D. metatoxa (Meyrick, 1935)
- D. metrodes Meyrick, 1913
- D. metuens Meyrick, 1932
- D. mica Hodges, 1986
- D. microdoxa (Meyrick, 1934)
- D. microphanta (Meyrick, 1921)
- D. microsphena (Meyrick, 1921)
- D. miltophragma Meyrick, 1922
- D. millotella Viette, 1956
- D. mimesis Hodges, 1986
- D. mistipalpis (Walsingham, 1911)
- D. mochlopis (Meyrick, 1923)
- D. molybdea (Janse, 1954)
- D. molybdoterma Meyrick, 1933
- D. monococca (Meyrick, 1921)
- D. monorbella Viette, 1988
- D. moriutii Ponomorenko & T. Ueda, 2004
- D. mulsa Hodges, 1986
- D. neatodes Meyrick, 1923
- D. nenia Hodges, 1986
- D. nephanthes (Meyrick, 1929)
- D. nessica Walsingham, 1911
- D. nitiellus (Costantini, 1923)
- D. nonstrigella (Chambers, 1878)
- D. obscura
- D. obsepta (Meyrick, 1935)
- D. oceanis Meyrick, 1920
- D. ochracella (Turati, 1930)
- D. ochreofimbriella (Viette, 1968)
- D. ochreoviridella (Pagenstecher, 1900)
- D. ochripalpella (Zeller, 1873)
- D. ochroxesta (Meyrick, 1921)
- D. ochthophora Meyrick, 1936
- D. oenombra (Meyrick, 1914)
- D. offula Hodges, 1986
- D. okadai (Moriuti, 1982)
- D. oleata Meyrick, 1913
- D. olivescens Meyrick, 1913
- D. opalina (Ghesquière, 1940)
- D. opsonoma (Meyrick, 1914)
- D. opsorrhoa (Meyrick, 1929)
- D. orthacma Meyrick, 1926
- D. ostensella (Walker, 1864)
- D. ostracodes Meyrick, 1916
- D. oxycarpa (Meyrick, 1935)
- D. oxygrapha (Meyrick, 1913)
- D. paenitens (Meyrick, 1923)
- D. pammiges Ghesquière, 1940
- D. pandora (Meyrick, 1912)
- D. paranthes Meyrick, 1936
- D. parochroma (Janse, 1954)
- D. parvisexafurca H.H. Li, H. Zhen & R.C. Kendrick, 2010
- D. paulianella Viette, 1956
- D. paulidigitata H.H. Li, H. Zhen & W. Mey, 2013
- D. pectinella (Forbes, 1931)
- D. pelitis (Meyrick, 1913)
- D. pelocnista (Meyrick, 1939)
- D. pelta Hodges, 1986
- D. percnacma (Meyrick, 1923)
- D. percnopholis Walsingham, 1911
- D. peristylis (Meyrick, 1904)
- D. permundella (Walker, 1864)
- D. petalodes Meyrick, 1934
- D. phaeosarca (Meyrick, 1931)
- D. phaeostrota (Meyrick, 1923)
- D. phaeothina (Ghesquière, 1940)
- D. phoenogramma (Meyrick, 1930)
- D. physeta (Meyrick, 1913)
- D. physocoma Meyrick, 1926
- D. picrocarpa - Zwartzoompalpmot (Meyrick, 1913)
- D. picrophanes Meyrick, 1913
- D. piperata (Walsingham, 1891)
- D. pladarota Meyrick, 1921
- D. planata (Meyrick, 1910)
- D. pleuroleuca Turner, 1919
- D. pleuropa (Meyrick, 1921)
- D. pleurophaea (Turner, 1919)
- D. plexigramma Meyrick, 1922
- D. plumbosa (Meyrick, 1913)
- D. polyaema (Meyrick, 1923)
- D. polygnampta (Meyrick, 1938)
- D. polyommata (Turner, 1919)
- D. porphyrogramma (Meyrick, 1914)
- D. praealbescens (Meyrick, 1922)
- D. praevacua Meyrick, 1922
- D. prensans Meyrick, 1922
- D. procrossa (Meyrick, 1913)
- D. procyphodes Meyrick, 1922
- D. pseudodeltaspis Ponomarenko & T. Ueda, 2004
- D. pseudometra (Meyrick, 1913)
- D. pseudomorpha (Janse, 1954)
- D. ptilocompa Meyrick, 1922
- D. ptychosema Meyrick, 1913
- D. pudicellus (Mann, 1861)
- D. punctatella (Walker, 1864)
- D. punctidiscellus (Clemens, 1863)
- D. punctipennella (Clemens, 1860)
- D. purpureofusca (Walsingham, 1882)
- D. pyretodes (Meyrick, 1914)
- D. pyrocosma (Meyrick, 1886)
- D. pyrrhitis (Meyrick, 1911)
- D. pyrrhopis (Meyrick, 1922)
- D. quadrifurcata (Janse, 1954)
- D. quercicola Meyrick, 1921
- D. rasilella (Herrich-Schäffer, 1854)
- D. rectifascia H.H. Li & Z.M. Zheng, 1997
- D. reducta (Janse, 1951)
- D. renascens Walsingham, 1911
- D. resignata Meyrick, 1929
- D. retracta (Meyrick, 1922)
- D. rhizogramma (Meyrick, 1923)
- D. rhodophaea Meyrick, 1920
- D. rubidula (Meyrick, 1913)
- D. rubiginosella (Walker, 1864)
- D. rufusella Ponomarenko & T. Ueda, 2004
- D. rurigena (Meyrick, 1914)
- D. sacricola (Meyrick, 1922)
- D. sandycitis (Meyrick, 1907)
- D. santarosensis Hodges, 1986
- D. saturata Meyrick, 1923
- D. scenites (Meyrick, 1909)
- D. scepticopis (Meyrick, 1939)
- D. sciastes Walsingham, 1911
- D. sciodora Meyrick, 1922
- D. sciritis (Meyrick, 1918)
- D. scrutaria Hodges, 1986
- D. semicuprata (Meyrick, 1922)
- D. seminata (Meyrick, 1911)
- D. semnias (Meyrick, 1926)
- D. serena (Meyrick, 1909)
- D. serrativittella (Zeller, 1873)
- D. setosella (Clemens, 1860)
- D. sevectella (Walker, 1864)
- D. siderosema (Turner, 1919)
- D. simaoensis H.H. Li & H.J. Wang, 1997
- D. simpliciella (Busck, 1904)
- D. simulata Hodges, 1986
- D. siranta (Meyrick, 1913)
- D. siren Hodges, 1986
- D. skukuzae (Janse, 1954)
- D. solatrix Hodges, 1986
- D. sparsellus (Christoph, 1882)
- D. specularis (Meyrick, 1918)
- D. sphyrocopa (Meyrick, 1918)
- D. squalens Meyrick, 1914
- D. stasimopa Meyrick, 1937
- D. stipendiaria (Braun, 1925)
- D. straminis (Walsingham, 1881)
- D. stratella (Walsingham, 1897)
- D. stratigera Meyrick, 1922
- D. stromatias Meyrick, 1918
- D. subdentata Meyrick, 1922
- D. subiridescens (Janse, 1954)
- D. substratella Walsingham, 1911
- D. summata Meyrick, 1913
- D. sumptella (Walker, 1864)
- D. sutschanellus (Caradja, 1926)
- D. sybilla Hodges, 1986
- D. sylphe Hodges, 1986
- D. synclepta (Meyrick, 1938)
- D. syndyas Meyrick, 1926
- D. syngrapta (Meyrick, 1921)
- D. syringota (Meyrick, 1926)
- D. tactica Meyrick, 1918
- D. tapinostola (Janse, 1954)
- D. telegraphella (Walker, 1866)
- D. tenextrema H.H. Li, H. Zhen & W. Mey, 2013
- D. tepens (Meyrick, 1923)
- D. tephrodes (Meyrick, 1909)
- D. tephroxesta (Meyrick, 1931)
- D. terracocta (Walsingham, 1911)
- D. testudinata Meyrick, 1934
- D. tetraschema (Meyrick, 1931)
- D. thalamopa Meyrick, 1922
- D. thalpodes Meyrick, 1922
- D. thanatopsis (Lower, 1901)
- D. themelia (Meyrick, 1913)
- D. thermodryas Meyrick, 1923
- D. thermophaea (Meyrick, 1923)
- D. thrasynta (Meyrick, 1914)
- D. thrypsandra (Meyrick, 1923)
- D. thryptica (Meyrick, 1910)
- D. thyrsicola (Meyrick, 1913)
- D. tongoborella (Viette, 1958)
- D. torrefacta (Meyrick, 1914)
- D. torrescens (Meyrick, 1921)
- D. tostella Stringer, 1930
- D. toxolyca (Meyrick, 1934)
- D. traumatias (Meyrick, 1923)
- D. tricolor (Felder, 1875)
- D. tridentata (Janse, 1954)
- D. trijuncta (Meyrick, 1934)
- D. triplagella (Walker, 1864)
- D. trisignella (Janse, 1960)
- D. trissoxantha (Meyrick, 1922)
- D. tristicta Busck, 1914
- D. turgida (Meyrick, 1918)
- D. turrita (Meyrick, 1914)
- D. umbricata Meyrick, 1934
- D. uranopis (Meyrick, 1894)
- D. ustalella - Roestkleurige palpmot (Fabricius, 1794)
- D. vacciniella Busck, 1915
- D. vadonella Viette, 1955
- D. varronia (Busck, 1913)
- D. ventosa Meyrick, 1913
- D. ventrellus (Fitch, 1854)
- D. ventriprojecta H.H. Li, H. Zhen & W. Mey, 2013
- D. versicolorella (Walker, 1864)
- D. vetustella (Walker, 1864)
- D. vigilans (Meyrick, 1914)
- D. vindex Hodges, 1986
- D. viridella (Snellen, 1901)
- D. washingtoniella (Busck, 1906)
- D. xanthoa Hodges, 1986
- D. xanthodeta Meyrick, 1913
- D. xanthophylla (Janse, 1963)
- D. xeresella (Viette, 1956)
- D. xerodes (Walsingham, 1911)
- D. xestobyrsa Meyrick, 1921
- D. xuthochyta Turner, 1919
- D. xuthostola (Walsingham, 1911)
- D. yanagawanus Matsumura, 1931
- D. zomias Meyrick, 1914
- D. zonaea (Meyrick, 1921)
- D. zonata Li & Wang, 1997
- D. zygophora (Meyrick, 1904)
- D. zymotella Viette, 1956